# Actinidia persicina
Actinidia persicina là một loài thực vật có hoa trong họ Dương đào. Loài này được R.G.Li & L.Mo mô tả khoa học đầu tiên năm 2003.